# De Swaen (Soest)

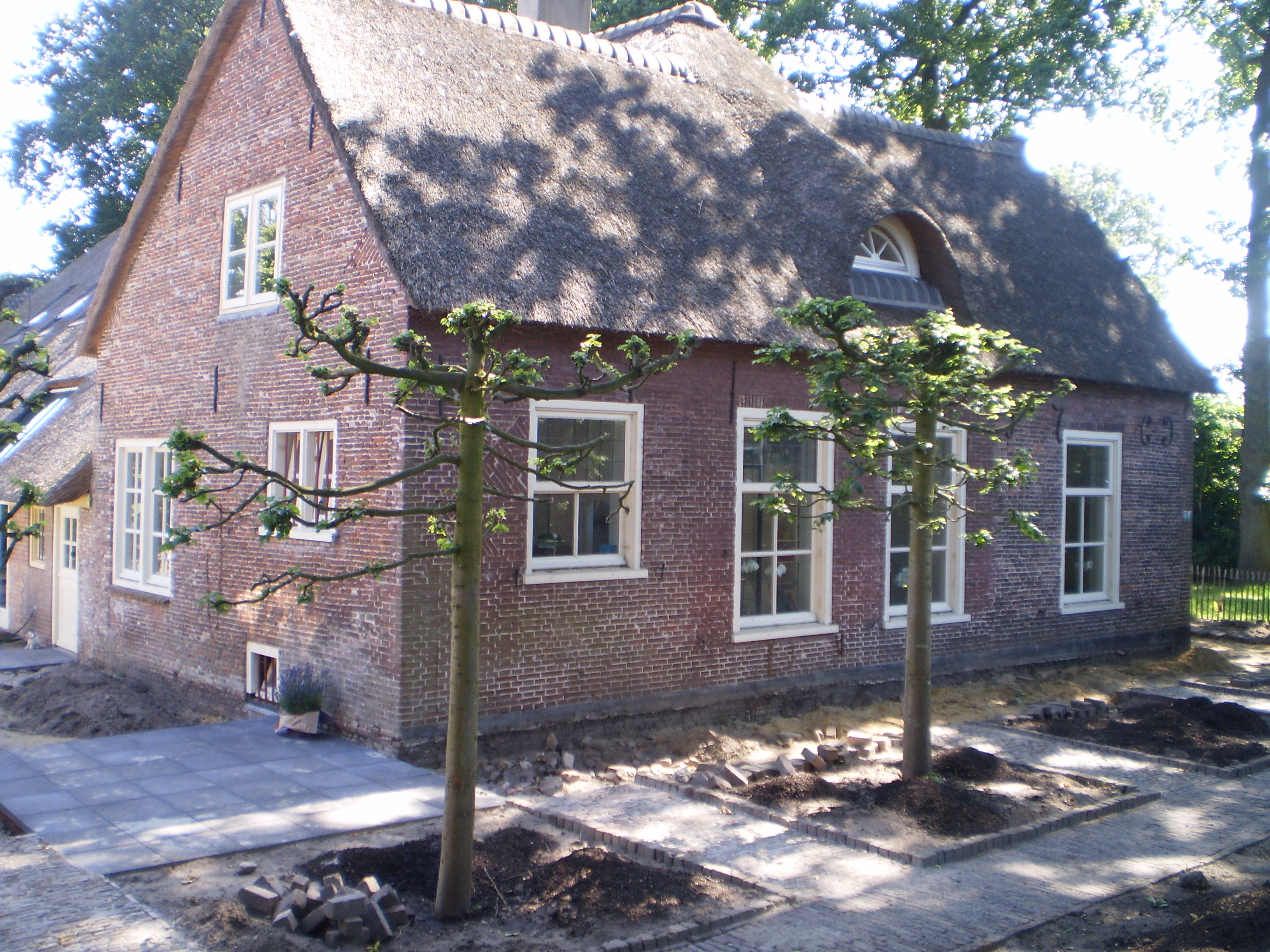
De Swaen (2015)

De Swaen was een vroegere herberg op de hoek van het Kerkpad Noordzijde en de Korte Melmweg (vroeger Teutsteeg) in Soest.
Maria Claesse van de Swaen trouwde op 1 juli 1710 met Jan Gerrits Hilhorst (van Zoest). In 1749 verkochten zij de herberg met pleyn en caatsbaan aan Willem van Roomen. In de 'Teut' stond nog een café, 'In de Halve Maen'. Van Roomen liet het in 1752 verbouwen tot de huidige dwarshuisboerderij. Toen er twee hooitassen in 1949 afbrandden werd een deel van de roeden gebruikt als stijlen voor de huidige hooitas.
Het achterste deel van de boerderij is in de eeuw erna aangebouwd. De schuur werd in 1983 gerenoveerd, in 2013 volgde het voorhuis. Onder de opkamer is een pekelbak bewaard gebleven. Het tegeltableau in de schouw stamt uit ± 1765, er staat een boer met koe op afgebeeld. Tevens is er nog een rookkast bewaard gebleven.

## Groot Gaesbeeker Gilde
Herberg De Swaen, ook wel De Witte Swaen genoemd, werd in het verleden door het Groot Gaesbeker Gilde gebruikt voor de verkoop van het elzenhout dat op de landerijen van het Gilde werd gekapt en verkocht aan de hoogste bieder. Vlak bij de boerderij stond tot 1898 de Gildeboom, waar tijdens het teren om werd gedanst. Na de aanleg van de spoorlijn is deze Gildeboom verplaatst.